# Савки
Савки (лат. Oxyura) — род птиц из подсемейства Oxyurinae (Савковые) семейства утиных. К этим птицам относятся небольшие утки коренастого телосложения. Для всех характерен длинный жёсткий ступенчатый хвост, который они часто держат поднятым над водой во всех возрастах. У большинства видов основание клюва в большей или меньшей степени вздуто. Обитают на пресных и солоноватых внутренних водоёмах, во время миграций и зимовок могут отмечаться на морских мелководьях и других солёных водоёмах.
Отлично плавают и ныряют, на сушу практически не выходят. Летают неохотно, от опасности предпочитают скрываться путём ныряния. В связи с этим ноги их сильно сдвинуты назад.
Распространены, преимущественно, в тёплых районах — Северная Америка к югу от Канады, Южная Америка, Средиземноморье, степные и пустынные районы Европы и Азии на восток до Западной Монголии и Пакистана, Африка к югу от Сахары, Австралия.
Питаются различными водными беспозвоночными — ракообразными, моллюсками, червями, насекомыми и их личинками, поедают водную растительность — семена, корневища и зелёные части высших растений и водоросли.

## Классификация
Международный союз орнитологов выделяет шесть вида:
- Американская савка (Oxyura jamaicensis (Gmelin, JF, 1789))
- Oxyura ferruginea (Eyton, 1838)
- Аргентинская савка (Oxyura vittata (Philippi, 1860))
- Австралийская савка (Oxyura australis Gould, 1837)
- Африканская савка (Oxyura maccoa (Eyton, 1838))
- Савка (Oxyura leucocephala (Scopoli, 1769))